# Mr. Pickles
Mr. Pickles (numit ca Momma Named Me Sheriff din Episodul 2 al Sezonului 4) este un serial de animație pentru adulți creată de Will Carsola și Dave Stewart pentru Adult Swim. Serialul s-a transmis între anii 2014 până în 2019.

## Premisia
Serialul aceasta are loc în Orașul Vechi (Old Town), despre o familie numită Goodman, pe care are un băiețel de 6 ani, numit Tommy. El are un cățel demonic, numit Mr. Pickles, la răutatea lui Mr. Pickles, Mr. Pickles aduce ceva ordine la Orașul Vechi, care, de altfel, este plină de crimă în fața șerifului cel slab.

## Personaje
- Mr. Pickles (expirmat de Dave Stewart) - Un câine demonic care aparține al familiei Goodman.
- Tommy Goodman (exprimat de Kaitlyn Robrock) - Un băiat de 6 ani care are grijă de Mr. Pickles.
- Beverly Goodman (exprimat de Brooke Shields) - Mama lui Tommy Goodman.
- Stanley Goodman (exprimat de Jay Johnston) - Tata lui Tommy Goodman.
- Henry Gobbleblobber (exprimat de Frank Collison) - Mama lui Beverly Goodman și Tataia lui Tommy Goodman.
- Șeriful (exprimat de Will Carsola) - Un șerif din Orașul Vechi care are o păpușă numită Abigail.

## Episoade

### Pilot
1. Episodul Pilot (Pilot)

### Sezonul 1
1. Treabă mare a lui Tommy (Tommy's Big Job)
2. Plăcinta de Ziua a Tatălui (Father's Day Pie)
3. Mingea Murdară (Foul Ball)
4. Omul de Brânză (The Cheeseman)
5. Curba Mortului (Dead Man's Curve)
6. Dinte Pierdut (Loose Tooth)
7. Afara Nopții a Bunicului (Grandpa's Night Out)
8. Comă (Coma)
9. Unde e Mr. Pickles? (Where is Mr. Pickles?)
10. Ascunzătoarea (The Lair)

### Sezonul 2
1. Azil de Mental (Mental Asylum)
2. Polițiști și Hoți (Cops And Robbers)
3. Criminali în Serie (Serial Killers)
4. Shövenpucker (Shövenpucker)
5. Pește? (Fish?)
6. A.D.D. (A.D.D.)
7. Dragul Meu Băiat (My Dear Boy)
8. Vegani (Vegans)
9. Spectacol de Talente (Talent Show)
10. Finalul din Sezonul 2 (Season 2 Finale)

### Sezonul 3
1. Descărcarea Creierului (Brain Download)
2. Băiatul Mamei (Momma's Boy)
3. P.A.N.T.O.F.I. (S.H.O.E.S.)
4. Telemarketeri Sunt Diavoli (Telemarketers Are The Devil)
5. Gorzoth (Gorzoth)
6. Tommy Merge la Școală (Tommy Goes To School)
7. Șerifi (Sheriffs)
8. Bătăuși (Bullies)
9. Desenul Animat a lui Tommy (Tommy's Cartoon)
10. Finalul din Sezonul 3 (Season 3 Finale)

### Sezonul 4
Numit ca: Momma Named Me Sheriff (din Episodul 2 al Sezonului 4)
1. Pomul Cărnii (The Tree Of Flesh)
2. Pălăriile (Hats)
3. Mirositorul Glenn (Smelly Glenn)
4. Blocat (Stuck)
5. Ganley Stoodman (Ganley Stoodman)
6. Băieți Chei (Bald Boyz)
7. Televizorul (TV)
8. Omul Duminicii (Sunday Man)
9. Șerpi din Chili (Chili Snakes)
10. Finalul (Finale)